# Alicia Rodríguez (actrice chilienne)
Pour les articles homonymes, voir Alicia Rodríguez et Rodriguez.
Alicia Rodríguez, née le 21 mai 1992 à Santiago, est une actrice chilienne.
Révélée en 2009 par son premier film, Navidad, elle a acquis encore plus de reconnaissance avec Joven y alocada en 2012.

## Famille
Elle est la nièce du directeur de photographie Gabriel Díaz Alliende (es) et la cousine de l'actrice Begoña Basauri (es).

## Filmographie
Sauf indication contraire, les informations mentionnées dans cette section peuvent être confirmées par la base de données cinématographiques IMDb,  présente dans la section « Liens externes ».

### Cinéma

#### Longs métrages
- 2009 : Navidad : Alicia
- 2010 : La vida de los peces : Daniela
- 2010 : Gatos viejos : Valentina
- 2011 : Bonsái : Alumna de latín
- 2011 : Zoológico : Belen
- 2012 : Joven y alocada : Daniela Ramírez
- 2014 : Vacaciones en Familia (es) : Camila Kelly
- 2016 : Bichos raros (es)

#### Courts métrages
- 2012 : Spontaneous Symmetry Breaking : Fran
- 2014 : La Familia : Paula

### Télévision
- 2011 : 12 días (mini série) : Francisca
- 2014 : Sudamerican Rockers (es) (mini série) : Rosario
- 2015 : La poseída (es) (série télévisée) : Vitalia Mackenna

## Distinction
Sauf indication contraire, les informations mentionnées dans cette section peuvent être confirmées par la base de données cinématographiques IMDb,  présente dans la section « Liens externes ».
- Festival du cinéma ibéro-américain de Huelva 2012 : Colón de Plata de la meilleure actrice pour Joven y alocada